# Долносълненска чешма
Долносълненската чешма е възрожденска чешма в скопското село Долно Сълне, Северна Македония.
В чешмата е взидана надгробна стела с релеф и латински надпис, повредена в горния дял. Размерите ѝ са 62 × 47 cm.